# 英国生物样本库
英国生物样本库（英語：UK Biobank）是英国的一项大规模的长期生物样本库计划，始于2006年，旨在研究遗传和环境因素（包括营养，生活方式，药物等）对于疾病发展的影响。
它位于斯托克波特，大曼彻斯特郡，在英格兰和威尔士被纳入为一家有限公司和注册慈善组织，在苏格兰也注册为慈善组织。

## 设计
这项研究跟踪监测40～69 年龄段的500，000 名志愿者。志愿者初期招募始于2006年，共计超过四年时间，所有的志愿者会在未来的30年跟踪监测。
参与者被邀请到评估中心，完成一系列的自动问题并且经过一系列的生活方式面试，如药物历史，营养习惯等。同时会被测量基本的身体指标，身高体重血压等。另外会被采集血液和尿液样本，这些样本会长时间保存，以便未来用于检测DNA和完成其他重要的生物学测试。研究要求整个研究期间通过中心化管理的英国NHS 系统，记录志愿者所有疾病状况，处方药使用以及死亡情况。
首次物理测试会给志愿者提供最基本的反馈，包括身高，体重，BMI，血压，肺活量，骨密度和眼压等。但是任何其他健康状况，都不会通知志愿者或者其医生。随后检测发现的问题，比如基因风险因子等也不会通知志愿者或者其医生（比如保险公司可能要求顾客提供任何基因检测结果，以确保志愿者不会歧视）。
2012年研究人员可以开始申请使用本数据库（虽然志愿者本身并不能访问，并且严格匿名），一个典型的研究可能比较某种疾病患者和非患者样本，比如癌症，心脏病，糖尿病，阿尔茨海默症等，试图找到可能的与特定基因，生活方式，药物等的相关联系。

## 发展
首次采集信息
研究首次采集信息包含：
- 电子知情表；
- 生活方式和大概健康状况的触屏问卷；
- 记忆力触屏测试；
- 护士记录详细药物历史；
- 血压测量；
- 坐下和站立身高；
- 体重；
- 使用阻抗测量身体成分；
- 抓地力；
- 呼吸肺量计；
- 超声波测量脚跟骨密度；
- 血液和尿液样本；

后期检测扩展包含：
- 听力测试；
- 动脉脉搏波速度；
- 视力；
- 眼内压；
- 镜片折射率；
- 视网膜眼底图像；
- 视网膜光学相干断层成像；
- 运动过程中的心电图；
- 唾液样本；
- 膳食评估；

## 伦理和管理
英国生物样本库符合伦理管理相关规定，包含创建，维护，使用的一系列标准，并详细阐述了任何参与人员，学者和公众的义务。英国生物样本库伦理管理法律顾问完全独立，提供建议并监测其遵守相关规定，同时也给予研究参与人员和公众提供建议。
英国生物样本库董事会对样本库负责，并担任慈善受托人，主席是Michael Rawlins 教授。